# Joan Miller Smith
Pour les articles homonymes, voir Smith.
Joan Miller Smith est une biathlète américaine, née le 25 juin 1967 à Rochester.

## Biographie
Elle prend part aux Jeux olympiques d'hiver de 1992 et 1994, obtenant au mieux une quatorzième place en individuel et une huitième place en relais en 1994. Dans les Championnats du monde, son meilleur résultat reste une quatrième place à la course par équipes en 1990.
Dans la Coupe du monde, elle obtient deux podiums en relais, un en janvier 1988 à Ruhpolding pour sa première saison à ce niveau et un autre en mars 1994 à Canmore. Individuellement, elle obtient son premier top dix également à Ruhpolding en 1988 (7e). Elle améliore ce résultat à Canmore en 1994, où elle arrive quatrième du sprint.

## Palmarès

### Jeux olympiques
| Épreuve / Édition | Albertville 1992 | Lillehammer 1994 |
| Sprint            | 21e              | 24e              |
| Individuel        | 55e              | 14e              |
| Relais            | 15e              | 8e               |

### Championnats du monde
| Épreuve            | 1988 à Chamonix | 1989 à Feistritz | 1990 à Oslo, Minsk et Kontiolahti | 1993 à Borovets | 1994 à Canmore | 1996 à Antholz |
| ------------------ | --------------- | ---------------- | --------------------------------- | --------------- | -------------- | -------------- |
| Individuel         | 34e             | 36e              | 20e                               | -               | -              | 53e            |
| Sprint             | 38e             | 33e              | 23e                               | 52e             | -              | 39e            |
| Relais             | -               | -                | 6e                                | 11e             | -              | 14e            |
| Course par équipes | -               | -                | 4e                                | -               | 5e             | -              |

### Coupe du monde
- Meilleur classement général : 24e en 1993 et 1994.
- Meilleur résultat individuel : 7e.
- 2 podium en relais : 1 deuxième place et 1 troisième place.